# Naturschutzgebiet Munnebach
Koordinaten: 51° 41′ 32″ N, 7° 57′ 36″ O

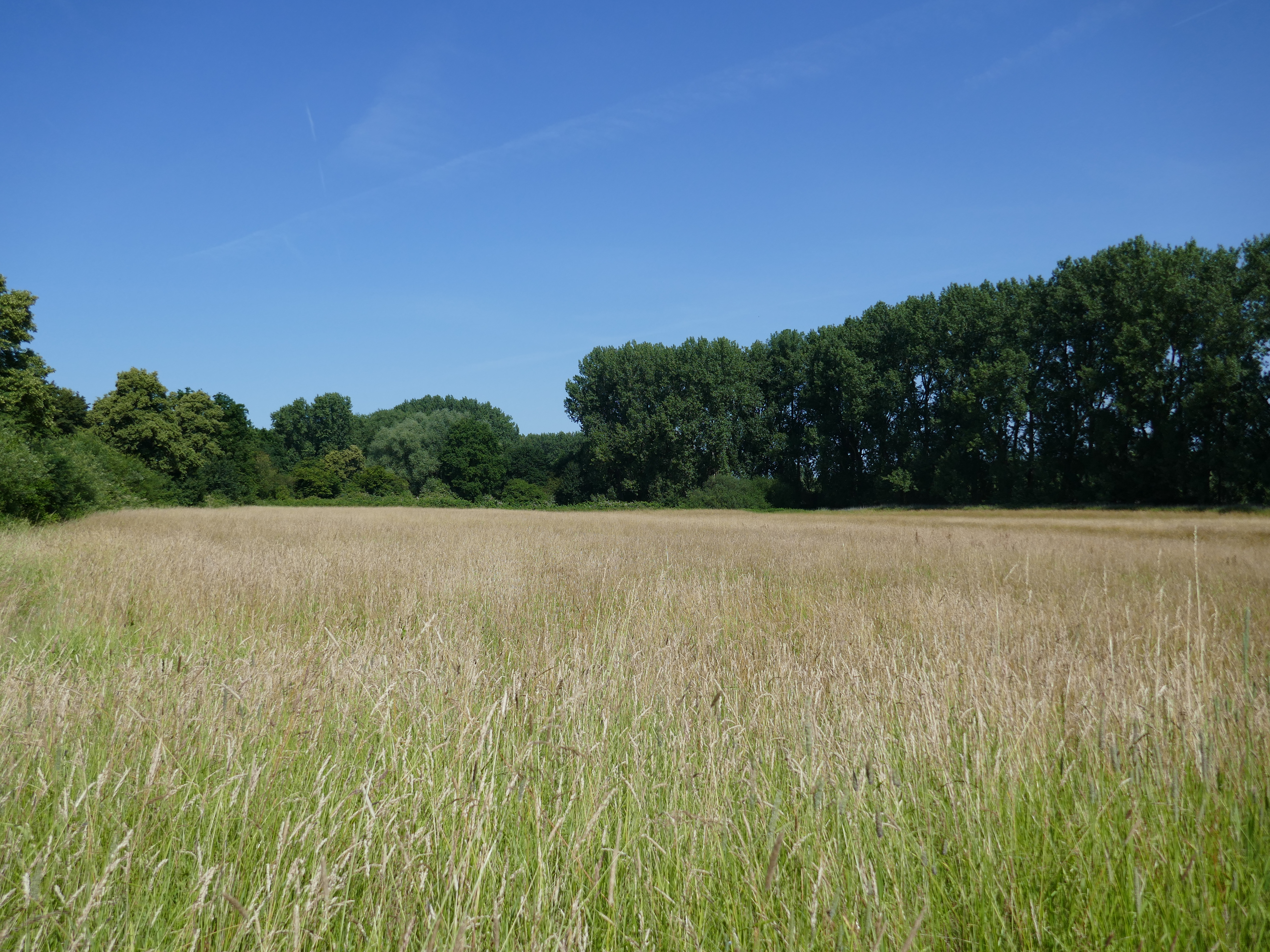
Naturschutzgebiet Munnebach

Das Naturschutzgebiet Munnebach liegt auf dem Gebiet der kreisfreien Stadt Hamm in Nordrhein-Westfalen.
Das rund 41,45 ha große Gebiet, das im Jahr 1995 unter der Schlüsselnummer HAM-008 unter Naturschutz gestellt wurde, erstreckt sich östlich der Kernstadt Hamm und nordöstlich von Uentrop, einem Stadtteil von Hamm, entlang der nördlich fließenden Lippe. Am östlichen Rand des Gebietes verläuft die A 2, am südlichen Rand die Landesstraße L 736 und am westlichen Rand die L 667. Südlich des Gebietes fließt der Datteln-Hamm-Kanal. Nördlich – in der Gemeinde Lippetal im Kreis Soest – erstreckt sich das 368,40 ha große Naturschutzgebiet (NSG) Uentruper Wald und südöstlich das rund 102 ha große NSG Schmehauser Mersch.